# Amblyglyphidodon aureus
Amblyglyphidodon aureus és una espècie de peix de la família dels pomacèntrids i de l'ordre dels perciformes.

## Morfologia
Els mascles poden assolir els 13 cm de longitud total.

## Distribució geogràfica
Es troba des del Mar d'Andaman i l'Illa Christmas fins a Fidji, les Illes Ryukyu, Nova Caledònia i Tonga.